# Sphaerodactylus copei
Espèce
Synonymes
- Sphaerodactylus anthracinus Cope, 1862
- Sphaerodactylus picturatus Garman, 1887
- Sphaerodactylus asper Garman, 1888

Sphaerodactylus copei est une espèce de geckos de la famille des Sphaerodactylidae.

## Répartition
Cette espèce se rencontre :
- sur l'île d'Haïti ;
- sur l'île d'Hispaniola ;
- sur l'Île-à-Vache ;
- sur l'Île de La Gonâve ;

Elle a été introduite aux Bahamas dans les îles de New Providence et d'Andros.

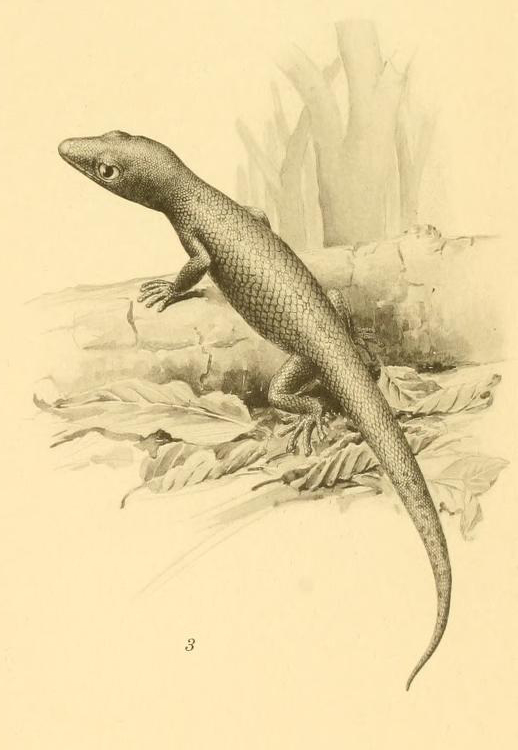

## Liste des sous-espèces
Selon The Reptile Database (20 août 2023) :
- Sphaerodactylus copei astreptus Schwartz, 1975
- Sphaerodactylus copei cataplexis Schwartz & Thomas, 1965
- Sphaerodactylus copei copei Steindachner, 1867
- Sphaerodactylus copei deuterus Schwartz, 1975
- Sphaerodactylus copei enochrus Schwartz & Thomas, 1965
- Sphaerodactylus copei pelates Schwartz, 1975
- Sphaerodactylus copei picturatus Garman, 1887
- Sphaerodactylus copei polyommatus Thomas, 1968
- Sphaerodactylus copei websteri Schwartz, 1975

## Étymologie
Cette espèce est nommée en l'honneur d'Edward Drinker Cope.

## Publications originales
- Garman, 1887 : On West Indian Geckonidæ and Anguidæ. Bulletin of the Essex Institute, vol. 19, p. 17-24 (texte intégral).
- Schwartz, 1975 : New subspecies of Sphaerodactylus copei Steindachner (Sauria, Gekkonidae) from Hispaniola. Herpetologica, vol. 31, p. 1-18.
- Schwartz & Thomas, 1965 "1964" : Subspeciation in Sphaerodactylus copei. Quarterly Journal of the Florida Academy of Sciences, vol. 27, p. 316-332 (texte intégral).
- Steindachner, 1867 : Reise der österreichischen Fregatte Novara um die Erde in den Jahren 1857, 1858, 1859 unter den Befehlen des Commodore B. von Wüllerstorf-Urbair (1861) - Zoologischer Theil - Erste Band - Reptilien p. 1-98.
- Thomas, 1968 : Notes on Antillean geckos (Sphaerodactylus). Herpetologica, vol. 24, p. 46-60.